# さくらんぼ文学新人賞
さくらんぼ文学新人賞（さくらんぼぶんがくしんじんしょう）はフジテレビジョン系列のさくらんぼテレビ（山形県）主催の文学賞である。
2007年に女性のみの書き手による文学賞として設立し、新潮社の雑誌『小説新潮』と『yom yom』が共催、フジテレビジョンが後援し、池上冬樹が運営委員として携わった。大賞には小説新潮が掲載、賞金は100万円で、副賞はさくらんぼという珍しい賞品であった。
第3回（2010年）終了後東日本大震災の広告収入減少の影響のため持って休止した。

## 選考委員
- 唯川恵
- 角田光代
- 小池昌代
- 北上次郎

## 受賞者
- 第1回（2008年）：長谷川多紀「ニノミヤのこと」
- 第2回（2009年）：邢彦（ケイエン）「熊猫の囁き」
- 第3回（2010年）：中村玲子「記憶」